# Jacksen Tiago
Jacksen Ferreira Tiago (Rio de Janeiro, 28 de maio de 1968), também conhecido por Jacksen F. Tiago ou Jacksen Tiago, é um ex-futebolista e treinador de futebol brasileiro que atuava como atacante. Atualmente, é técnico do Persipura Jayapura.

## Carreira

### Clubes
Formado nas categorias de base do Flamengo entre 1975 e 1983, Jacksen estreou profissionalmente aos 16 anos, em 1984, no Bonsucesso, onde jogou até 1989. Teve ainda passagens pelo Confiança, Madureira, Botafogo, Americano, Noroeste, Valério e Rubro Social até 1994, quando mudou-se para a Indonésia.
No país do Sudeste Asiático, o atacante jogou por Petrokimia Putra, PSM Makassar e Persebaya Surabaya, além de ter jogado na China (Guangzhou Matsunichi) e Singapura (Geylang United e Home United), voltando ao Petrokimia Putra em 2001, ano em que encerrou a carreira.

## Carreira de treinador
Pouco depois da aposentadoria como jogador, Jacksen iniciaria a carreira de técnico em 2002, no Assyabaab Surabaya. Em 2003, foi para o Persebaya, principal equipe da cidade, onde trabalhou até 2005.
Comandou também Persita Tangerang, Persiter Ternate, Mitra Kukar, Persitara Jakarta Utara, Persipura Jayapura (em paralelo com a Seleção Indonésia em 2013, como auxiliar-técnico e treinador), Penang FA (Malásia) e Barito Putera, regressando ao Persipura Jayapura em 2019, sucedendo o compatriota Luciano Leandro.

## Vida pessoal
Jacksen se converteu ao islã em 2024, o fato foi registrado pelo seu filho, o indonésio Hugo Samir, que também é futebolista.

## Títulos

### Como jogador
Bonsucesso
- Segunda Divisão Carioca: 1984

Confiança
- Campeonato Sergipano: 1990

Persebaya Surabaya
- Campeonato Indonésio: 1996–97

### Como treinador
Persebaya Surabaya
- Terceira Divisão Indonésia: 2003
- Segunda Divisão Indonésia: 2004

Persipura Jayapura
- Campeonato Indonésio: (2008–09, 2010–11 e 2012–13)
- Supercopa da Indonésia: 2009
- Inter Island Cup: 2011